# Dongliu, Fujian
Dongliu är en köping i sydöstra Kina. Den ligger i Wuping härad i staden Longyan i provinsen Fujian, omkring 350 kilometer väster om provinshuvudstaden Fuzhou. Antalet invånare är 15 238. Befolkningen består av 7 571 kvinnor och 7 667 män. Barn under 15 år utgör 17,0 %, vuxna 15-64 år 70 %, och äldre över 65 år 11,0 %.